# توبی کالیر
توبی کالیر (انگلیسی: Toby Collyer؛ زادهٔ ۳ ژانویهٔ ۲۰۰۴) بازیکن فوتبال اهل بریتانیا است که برای باشگاه فوتبال منچستر یونایتد بازی می‌کند. 
وی همچنین در تیم‌های ملی فوتبال زیر ۱۶ سال انگلستان، زیر ۱۷ سال انگلستان، و زیر ۲۰ سال انگلستان بازی کرده است.